# Échelles puniques
Les échelles puniques auraient été des installations côtières à finalité commerciale créées par Carthage selon certains historiens. Elles ont été mises en évidence sur le littoral nord-africain, de la Libye au Maroc, à des distances les unes des autres équivalentes à une journée de navigation.
Le terme échelle est la traduction directe en français du latin scala, désignant un port par métonymie avec l'ustensile servant à débarquer des bateaux.

## Liste des échelles puniques
- Béjaïa
- Oued Dass
- Port-Gueydon
- Tigzirt
- Dellys
- Mers El Hadjadj
- Cap Matifou [2].